# Comuna Țiganca, Cantemir
Comuna Țiganca este o comună din raionul Cantemir, Republica Moldova. Este formată din satele Țiganca (sat-reședință), Ghioltosu și Țiganca Nouă.

## Demografie
Conform datelor recensământului din 2014, comuna are o populație de 2.596 de locuitori. La recensământul din 2004 erau 2.757 de locuitori.

## Administrație și politică
Componența Consiliului local Țiganca (13 consilieri), ales la 5 noiembrie 2023, este următoarea:
|  | Partid                                       | Consilieri | Componență | Componență | Componență | Componență | Componență | Componență | Componență | Componență |
|  | -------------------------------------------- | ---------- | ---------- | ---------- | ---------- | ---------- | ---------- | ---------- | ---------- | ---------- |
|  | Partidul Acțiune și Solidaritate             | 8          |            |            |            |            |            |            |            |            |
|  | Platforma Demnitate și Adevăr                | 3          |            |            |            |            |            |            |            |            |
|  | Mișcarea „Respect Moldova”                   | 1          |            |            |            |            |            |            |            |            |
|  | Partidul Socialiștilor din Republica Moldova | 1          |            |            |            |            |            |            |            |            |